# Attributi dei santi

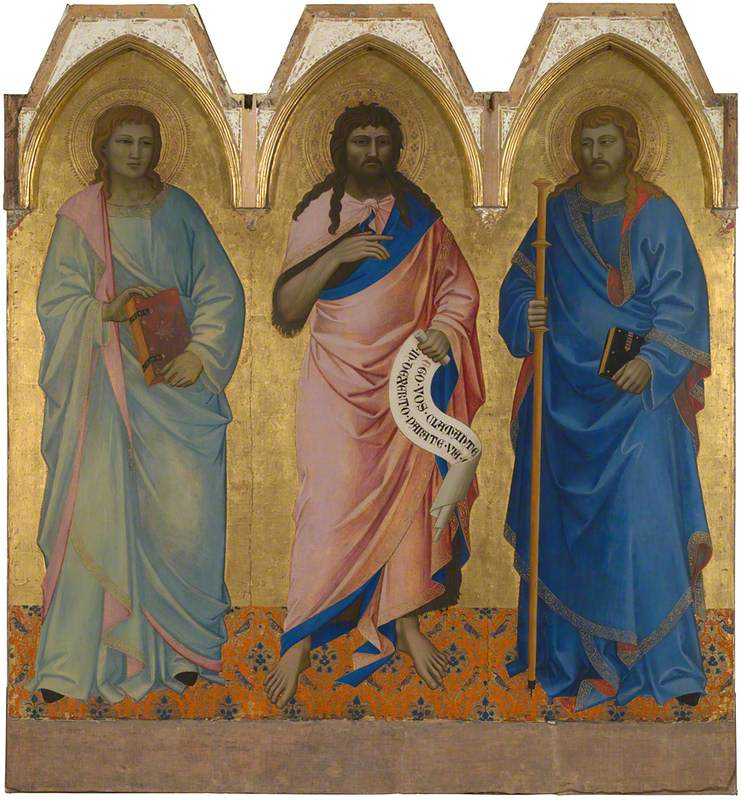
San Giovanni Battista insieme a San Giovanni Evangelista e San Giacomo in un trittico

Gli attributi dei santi (o l'iconografia dei santi) sono le caratteristiche identificative dei vari santi, come alcune caratteristiche fisiche (sesso, età, barba, capelli grigi o calvizie), i loro vestiti e determinati oggetti o animali.
L'iconografia cristiana, soprattutto durante il Medioevo, ha cercato di rendere tutti i tipi di messaggi religiosi accessibili agli analfabeti. Gli attributi e le altre risorse iconografiche sono simboli dei santi, che si basano su agiografie e martirologie, a cui si aggiungono fonti di ogni genere, dalla Bibbia ai vangeli apocrifi.

## Attributi generali
Il seguente elenco si riferisce principalmente al genere di pittura dei santi nell'arte cristiana occidentale. Le icone bizantine hanno una loro tradizione iconografica, che molte volte coincide, ma altre volte è diversa.
- Bastone dell'abate: accompagna i santi abati e badesse
- Bastone pastorale e mitra: sono legati ai santi vescovi
- Libro: può essere trovato con tutti i santi, preferibilmente evangelisti e dottori della Chiesa
- Drago: se si trova sotto i piedi, simboleggia la vittoria su pagani ed eretici; simboleggia anche il diavolo
- Bandiera: si trova insieme ai santi di nobile origine; accompagna anche la personificazione dell'Ecclesia
- Calice: accompagna le immagini dei sacerdoti
- Modello di chiesa: incontra i donatori delle chiese
- Croce: accompagna i seguaci religiosi, in particolare i membri di un ordine
- Corona: implica discendenza nobile o ricompensa divina, in questo contesto si applica soprattutto ai martiri e alle vergini
- Lancia: quest'arma accompagna i santi soldati
- Giglio: simboleggia la verginità
- Palma o ramo di palma: simboleggia la vittoria sul mondo e sulla carne, attraverso il martirio. I martiri sono morti per confessare la loro fede e il ramo di palma rappresenta i dodici articoli del Credo degli Apostoli. Nei primi tre secoli i cristiani furono battezzati durante la Veglia pasquale, culminando nel processo catechistico; una settimana prima, la domenica delle Palme, professavano in pubblico la loro fede
- Bastone del pellegrino, borsa e cappello del pellegrino: accessori del pellegrino
- Globo imperiale: si trova nelle rappresentazioni dei santi re
- Rosario: l'immagine di un rosario simboleggia la devozione a Maria
- Spada: accompagna i cavalieri sacri e i decapitati
- Cranio: la rappresentazione di un teschio simboleggia il rifiuto dei piaceri della vita; è il simbolo dei penitenti e degli eremiti
- Scettro: questo oggetto accompagna spesso gli imperatori del Sacro Romano Impero
- Colomba: simboleggia lo Spirito Santo